# Kumeu
Kumeu est une petite localité située à 25 km au nord-ouest du centre de la cité d’Auckland en Nouvelle-Zélande.

## Situation
La route State Highway 16/S H 16 (en) et la ligne du nord d’Auckland (en) passent à travers la ville,.

## Toponymie
Noms de lieux māoris:
- Huapai – signifie bon fruit
- Kumeu –  signifie tirer le sein (action utilisée pour inciter à la guerre)
- Muriwai– bras de décharge ou jonction de ruisseaux

## Population
La population était de 6603 habitants lors du recensement de 2006 en Nouvelle-Zélande, en augmentation de 933 résidents par rapport à 2001.

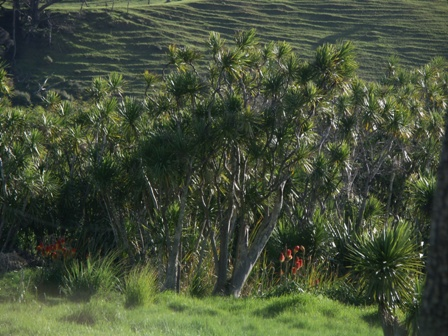
Des arbres de type Cabbage dans le secteur de Kumeu

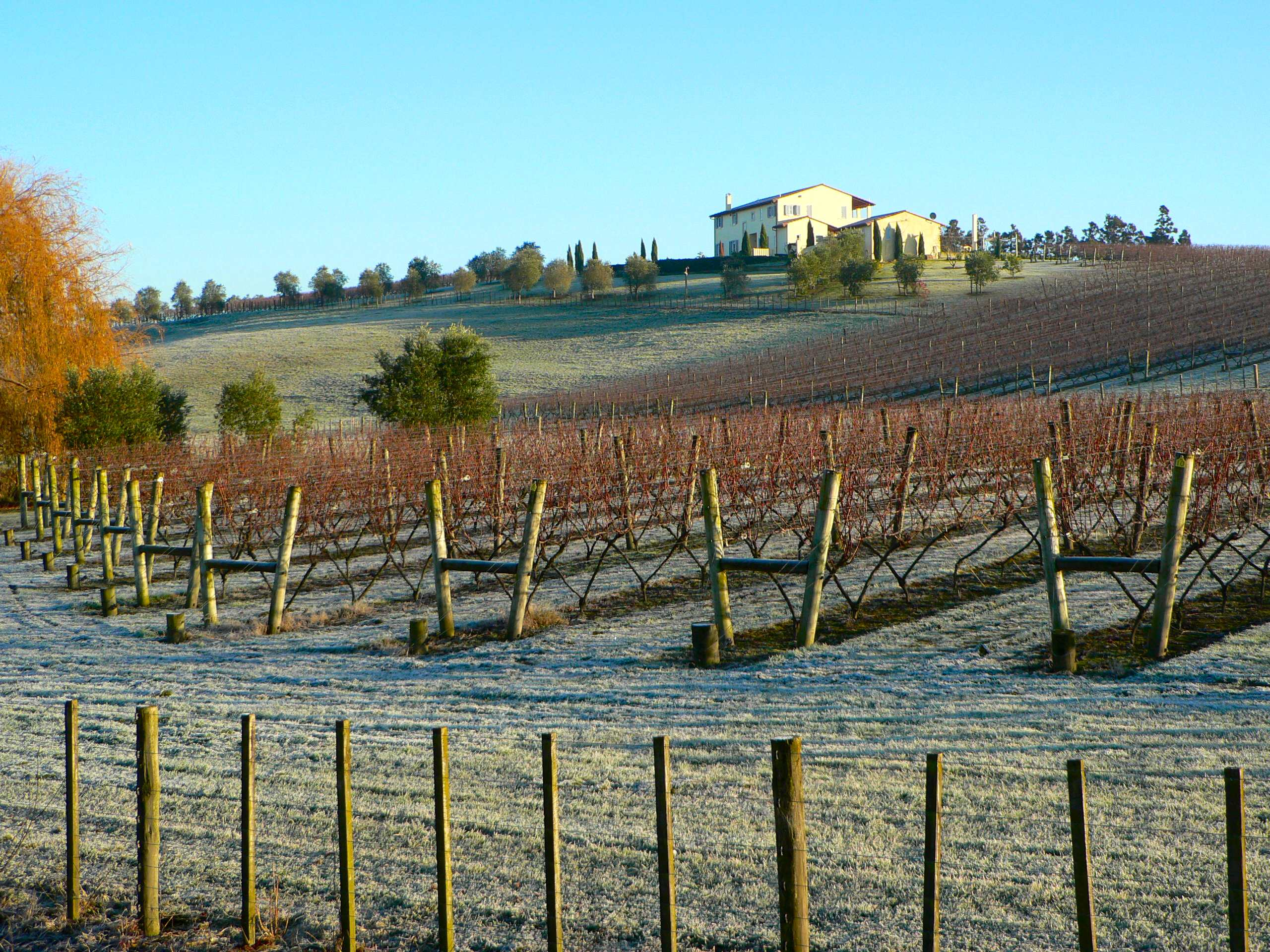
Kumeu est connue pour sa production agricole, comprenant le vin

## Histoire
Le district fut initialement colonisé par des immigrants venant de la côte de Dalmatie en Croatie, dont un certain nombre faisaient partie de familles traditionnelles de vignerons.
Lors du recensement de 2006, le revenu médian des habitants de la zone de Kumeu était de 30600 $, comparé aux 26800 $ pour l'ensemble de la région d'Auckland.
Le taux de chômage dans Kumeu était de 2,9 %, comparé aux 5,6 %  pour la région d'Auckland.

## Industrie vinicole
Les zones entourant le district de Kumeu produisent des labels tels que  Kumeu River, Cooper's Creek et Soljans Estate Winery qui ont gagné une bonne réputation.
Le vin augmentant dans le district est devenu la principale industrie dans Kumeu lui-même et les petits villages de Huapai et Waimauku.
- Kumeu River Wines, établi en 1944[5]
- Coopers Creek, établi en 1980[6].
- Landmark Estate, fondé en 1937[7].
- 'Matua Valley, établi en 1966, Matua Valley  a fermé ses portes en 2016[8].
- Nobilos fut établi en 1943 par Nikola Nobilo et resta une entreprise familiale jusqu'en 1990. Maintenant connue sous le nom de Nobilo Wine Group, la compagnie est la deuxième plus grande société de Nouvelle-Zélande pour la commercialisation du vin.
- Soljans Estate Winery fut établie en 1932 au niveau de la localité d’Henderson, à l’ouest Auckland. Comme la compagnie grossissait, elle se déplaça plus tard vers Kumeu en 2002[9].

## Autres activités
Le secteur est réputé pour son style de vie, l'activité agricole et les promenades équestres.
La société d'Agriculture et d'Horticulture de Kumeu accueille l'une des plus grandes réunions annuelles agricoles (en)  de l'Hémisphère sud sur une surface de 34 hectares (84,01582954 acres), qui est la propriété du District du Kumeu et de la Société d'Agriculture et d'Horticulture, chaque année sur le second week-end de mars.
La localité est proche de la forêt de Woodhill (en) et de Muriwai Beach, ce qui signifie qu'elle a un grand intérêt pour les loisirs.

## Musique
Depuis 1948, Kumeu avait un orchestre de brass band, se présentant en compétition dans de nombreux évènements et jouant dans des parades, concerts et les fonctions privées de la musique traditionnelle et moderne pour toutes occasions.
Les Kumeu Showgrounds sont aussi les lieux du festival annuel de Folk d'Auckland, un évènement de quatre jours de musique, de danse et d'ateliers, maintenant dans sa 28e année.
Le festival se tient généralement le dernier week-end de janvier.

## Transport
La ligne de chemin de fer de la ligne du nord d’Auckland (en) passe à travers la ville de Kumeu, et pendant six ans, la ville fut le terminus de la section isolée de la ligne de chemin de fer de la branche de Kumeu-Riverhead (en).
Cette ligne relie la ville de Kumeu à celle de  Riverhead, d'où les ferries gagnent Auckland, et qui fonctionna à partir de 1875 et jusqu'en 1881.
En 1881, la ligne du ligne du nord d’Auckland (en) atteignit la ville de Kumeu, faisant de la ville une jonction du chemin de fer.
Ce statut dura à peine cinq jours; le nouveau chemin de fer à partir d'Auckland rendit la ligne vers Riverhead redondante et elle fut en conséquence fermée.
En juin 2007, il fut annoncé, que le service de train suburbain pourrait être étendu vers Helensville en 2008, avec une gare temporaire à construire au niveau de Huapai et Waimauku.
Le service commença le 14 juillet 2008 pour la première année d'une période triennale et fut ensuite suspendu de façon permanente.

## Éducation
- La ville de Kumeu est desservie par l'école de Huapai District School, qui est une école mixte, primaire, accueillant les enfants des années 1 à 8 avec un taux de décile de 9 et un effectif de 461 élèves[14],[15], et
- l'école Hare Krishna School, qui est une école primaire intégrée au service public, qui est mixte allant des années 1 à 8 avec un taux de décile de 5 et un effectif de 72 élèves

.
- La majorité des élèves en âge pour l’école secondaire vont suivre les cours dans les banlieues voisines.

Les plus proches des écoles secondaires sont :
- collège de Kaipara (en),
- école supérieure de Massey (en),
- collège Liston (en),
- Albany Junior High School  et
- collège St Dominic (en).